# Muntele Katahdin
Muntele Katahdin are altitudinea de 1.606 m deasupra n.m., fiind cel mai înalt munte din statul Maine, Statele Unite ale Americii. Este situat în centrul Parcului statal Baxter, acolo unde se află și Vârful Baxter, punctul terminal nordic al drumului turistic Appalachian Trail. Numele muntelui provine din limba amerindienilor băștinași (în traducere „Muntele Mare”).

## Vârfuri
- Vârful Baxter (altitudinea de 1606 m deasupra n.m.)
- Vârful South (altitudinea de 1596 m deasupra n.m.)
- Vârful Pamola (altitudinea de 1493 m deasupra n.m.)